# هنريكي تيشيرا
هنريكي تيشيرا (بالبرتغالية: Henrique Teixeira) مواليد 27 فبراير 1989 في مارينغا، البرازيل، هو لاعب كرة يد برازيلي يلعب كوسط مدافع. يلعب حاليا مع نادي جرانوليريس لكرة اليد ويحمل الرقم 2. مثل منتخب البرازيل لكرة اليد. شارك في دورة الألعاب الأولمبية الصيفية سنة 2016. حقق المركز الأول في دورة الألعاب الأمريكية 2015.

## سجل المنافسة
شارك في البطولات التالية:
- بطولة العالم لكرة اليد للرجال 2015
- الألعاب الأولمبية الصيفية 2016

## الميداليات
| الميدالية | المسابقة                    |
| --------- | --------------------------- |
| ذهبية     | دورة الألعاب الأمريكية 2015 |
| فضية      | دورة الألعاب الأمريكية 2011 |

## روابط خارجية
- هنريكي تيشيرا على موقع الاتحاد الدولي لكرة اليد (الإنجليزية)
- هنريكي تيشيرا على موقع الاتحاد الأوروبي لكرة اليد (الإنجليزية)
- هنريكي تيشيرا على موقع اللجنة الأولمبية الدولية (الإنجليزية)
- هنريكي تيشيرا على موقع أوليمبيديا (الإنجليزية)